# Henri Farman
Henri Farman (ur. 26 maja 1874 w Paryżu, zm. 18 sierpnia 1958 w Paryżu, pochowany na Cmentarzu Passy) - pionier lotnictwa, francuski pilot i konstruktor lotniczy pochodzenia brytyjskiego. Studiował malarstwo na Akademii Sztuk Pięknych. Uprawiał cyklistykę i automobilizm. Był pierwszym pilotem, który przeleciał więcej niż kilometr po obwodzie zamkniętym.
W styczniu 1908 otrzymał Deutsch-Archedeakona.
W latach 1908–1910 wielokrotny rekordzista świata w konkurencjach odległości, prędkości, wysokości i długotrwałości lotu. Konstruktor i producent samolotów, w których jako pierwszy na świecie zastosował lotki.
Jego grób na Cmentarzu Passy zdobi płaskorzeźba Paula Landowskiego.

## Galeria

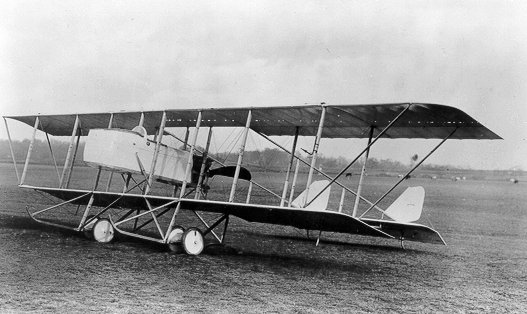
MF.11 "Shorthorn"
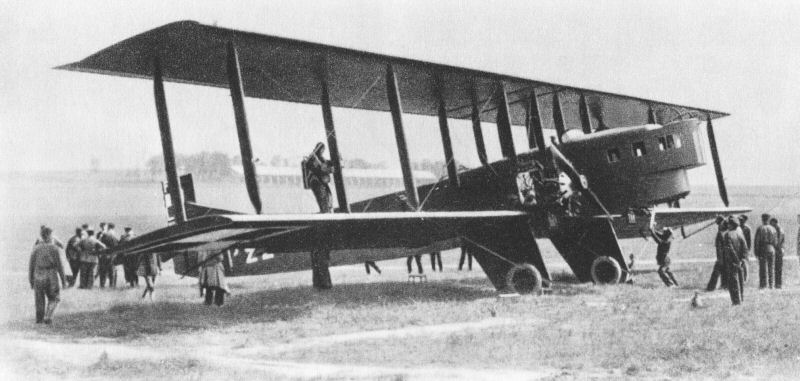
Farman F.60 Goliath